# Dendrobium brillianum
Dendrobium brillianum är en orkidéart som beskrevs av Paul Ormerod och William Cavestro. Dendrobium brillianum ingår i släktet Dendrobium, och familjen orkidéer. Inga underarter finns listade i Catalogue of Life.